# كلانتر (كليبر)
كلانتر هي قرية في مقاطعة كليبر، إيران. عدد سكان هذه القرية هو 800 في سنة 2006.